# ABC-Alarm
Ein ABC-Alarm warnt vor einer drohenden Gefahr, die vom Einsatz atomarer (nuklearer), biologischer oder chemischer Kampfstoffe (ABC-Waffen) ausgeht.
Er wird auch CBRN-Alarm (chemisch, biologisch, radiologisch und nuklear) genannt.
In der Bundesrepublik Deutschland wird die Bevölkerung durch die zuständigen Behörden des jeweiligen Bundeslands gewarnt. Eine Warnung erfolgt üblicherweise über den Rundfunk oder durch Lautsprecherdurchsagen vor Ort. Die früher für ABC- und Fliegeralarm verwendeten Zivilschutzsirenen des Bundes wurden Ende 1992 außer Betrieb genommen, allerdings werden solche Installationen zum Zwecke des Brand- und Katastrophenschutzes zum Teil noch auf kommunaler Ebene weiter genutzt. Eine flächendeckende ABC-Alarmierung mittels Sirenen ist in Deutschland jedoch nicht mehr vorgesehen. Das Sirenensignal eines ABC-Alarms ist eine einminütige Sequenz, in welcher ein permanent auf- und abschwellender Heulton zweimal für je fünfzehn Sekunden unterbrochen wird. Nach einer Pause von 30 Sekunden erfolgt eine Wiederholung dieser Sequenz.
In Österreich ist ein speziell für den ABC-Alarm ausgelegtes Sirenensignal nicht bekannt.

## Bundeswehr
In der Bundeswehr wird ein ABC-Alarm durch den Ruf „ABC-Alarm“ und die ABC-Alarmpatrone mit der Signalpistole (ein Leuchtstern mit wechselnder Farbe weiß-rot-weiß und Pfeifton) ausgelöst.
Die Bedrohungslage wird nach den vorliegenden Aufklärungsergebnissen und Lagebeurteilung der vorgesetzten Kommandobehörde durch den ABC-Abwehroffizier in den täglichen Lagebefehlen bekanntgegeben, damit Soldaten erste Schutzmaßnahmen (Schutzanzug anlegen, Verpacken von Material, Bereitlegen der Schutzausrüstung) ergreifen und die befohlene Bereitschaft zur ABC-Schutzstufe treffen können – siehe dazu auch ABC-Abwehr aller Truppen (Bundeswehr)
Neben dem Leuchtzeichen kann ABC-Alarm auch durch folgende Maßnahmen gegeben werden:
- Ruf „ABC-Alarm!“
- Deuten auf die eigene angelegte ABC-Schutzmaske
- Alarmpatrone ABC-Alarm Signalpistole
- per Funk